# Pericyma pallida
Pericyma pallida là một loài bướm đêm trong họ Erebidae.